# Pseudochesias
Pseudochesias là một chi bướm đêm thuộc họ Geometridae.